# Progressione del record italiano dei 100 metri piani femminili
La voce seguente illustra la progressione del record italiano dei 100 metri piani femminili di atletica leggera.
Il record italiano femminile su questa distanza venne ratificato nel febbraio/marzo 1921. Fino al 1972 sono stati ratificati record misurati con cronometraggio manuale; dal 1972 è entrato in scena il cronometraggio elettronico.

## Progressione

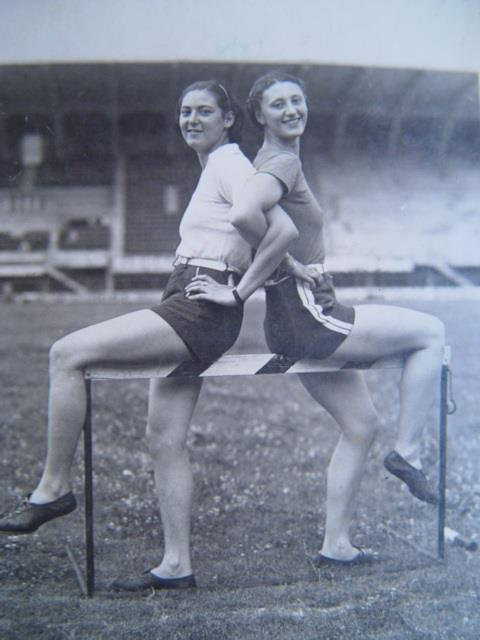
Ondina Valla e Claudia Testoni, entrambe primatiste italiane dei 100 metri piani.

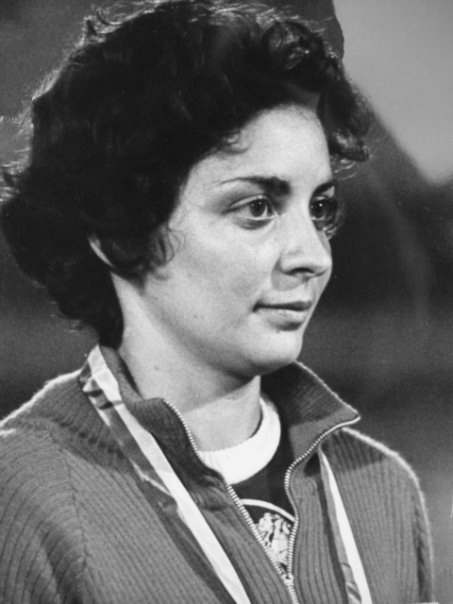
Cecilia Molinari, primatista italiana nel 1972.

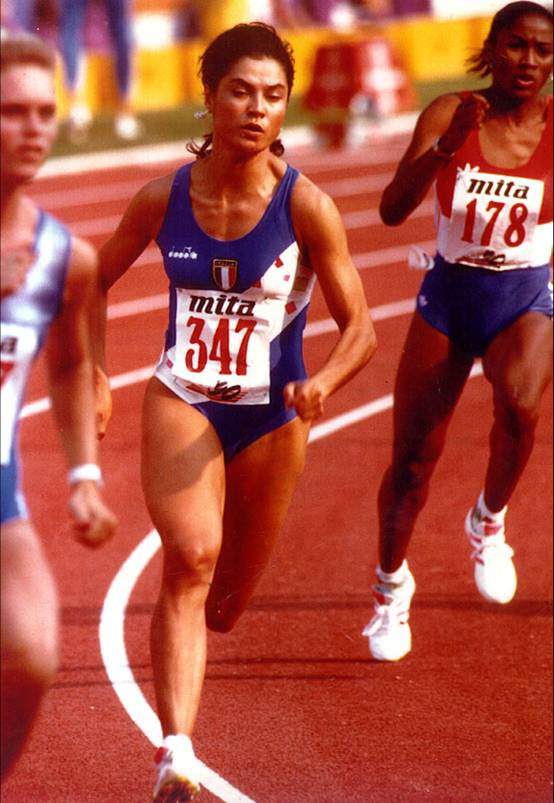
Marisa Masullo, primatista italiana nel 1980.

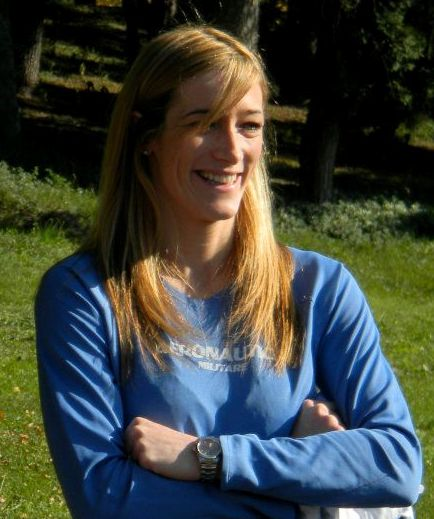
Manuela Levorato, primatista italiana dal 1999 al 2024 (nel 2023 eguagliato da Zaynab Dosso).

| Tempo                      | Vento (m/s) | Atleta             | Società                          | Luogo              | Data              | Note           |
| -------------------------- | ----------- | ------------------ | -------------------------------- | ------------------ | ----------------- | -------------- |
| 16"0                       | nw          | Virginia Gallani   |                                  | Milano             | feb/mar 1921      |                |
| 14"3/5                     | nw          | Maria Bordoni      | Sport Club Italia Milano         | Milano             | 27 agosto 1923    |                |
| 14"1/5                     | nw          | Luigina Bonfanti   | SG Forza e Coraggio Milano       | Milano             | 4 maggio 1924     |                |
| 13"4/5                     | nw          | Luigina Bonfanti   | SG Forza e Coraggio Milano       | Milano             | 12 ottobre 1924   |                |
| 13"4/5                     | nw          | Luigina Bonfanti   | SG Forza e Coraggio Milano       | Sesto San Giovanni | 4 luglio 1926     |                |
| 13"1/5                     | nw          | Maria Bonfanti     | SG Forza e Coraggio Milano       | Milano             | 17 ottobre 1926   |                |
| 13"1/5                     | nw          | Margherita Scolari | Società Ginnastica Torino        | Milano             | 15 aprile 1928    |                |
| 13"1/5                     | nw          | Margherita Scolari | Società Ginnastica Torino        | Milano             | 1º luglio 1928    |                |
| 13"0                       | nw          | Derna Polazzo      | Società Ginnastica Triestina     | Dalmine            | 15 luglio 1928    |                |
| 12"9                       | nw          | Giovanna Viarengo  | Società Ginnastica Torino        | Praga              | 6 settembre 1930  | [ 1 ]          |
| 12"4/5                     | nw          | Ernestina Steiner  | Società Ginnastica Triestina     | Firenze            | 5 ottobre 1930    |                |
| 12"4/5                     | nw          | Giovanna Viarengo  | Società Ginnastica Torino        | Genova             | 12 luglio 1931    |                |
| 12"8                       | nw          | Giovanna Viarengo  | Società Ginnastica Torino        | Królewska Huta     | 9 agosto 1931     |                |
| 12"8                       | nw          | Ondina Valla       | Virtus Bologna Sportiva          | Torino             | 7 settembre 1933  |                |
| 12"8                       | nw          | Ondina Valla       | Virtus Bologna Sportiva          | Udine              | 8 ottobre 1933    |                |
| 12"8                       | nw          | Ondina Valla       | Virtus Bologna Sportiva          | Torino             | 29 luglio 1934    |                |
| 12"6                       | nw          | Ondina Valla       | Virtus Bologna Sportiva          | Budapest           | 26 settembre 1934 |                |
| 12"6                       | nw          | Ondina Valla       | Virtus Bologna Sportiva          | Napoli             | 23 ottobre 1934   |                |
| 12"5                       | nw          | Ondina Valla       | Virtus Bologna Sportiva          | Bologna            | 6 agosto 1935     |                |
| 12"4                       | nw          | Claudia Testoni    | Venchi Unica Torino              | Piacenza           | 7 giugno 1936     |                |
| 12"3                       | nw          | Claudia Testoni    | Venchi Unica Torino              | Parma              | 4 ottobre 1936    |                |
| 12"0                       | nw          | Claudia Testoni    | Venchi Unica Torino              | Milano             | 16 luglio 1939    |                |
| 12"0                       | nw          | Giuseppina Leone   | SIPRA Torino                     | Torino             | 2 giugno 1952     |                |
| 11"9                       | nw          | Giuseppina Leone   | SIP Torino                       | Torino             | 31 maggio 1953    |                |
| 11"9                       | nw          | Giuseppina Leone   | SIP Torino                       | Berna              | 27 agosto 1954    |                |
| 11"9                       | nw          | Giuseppina Leone   | Fiat Torino                      | Anversa            | 3 luglio 1955     |                |
| 11"9                       | nw          | Giuseppina Leone   | Fiat Torino                      | Torino             | 10 luglio 1955    |                |
| 11"8                       | nw          | Giuseppina Leone   | Fiat Torino                      | Budapest           | 20 agosto 1955    |                |
| 11"7                       | nw          | Giuseppina Leone   | Fiat Torino                      | Milano             | 30 giugno 1956    |                |
| 11"4                       | nw          | Giuseppina Leone   | Fiat Torino                      | Bologna            | 21 ottobre 1956   | Record europeo |
| 11"4                       | nw          | Giuseppina Leone   | Fiat Torino                      | Coblenza           | 21 agosto 1960    |                |
| 11"4                       | nw          | Giuseppina Leone   | Fiat Torino                      | Bologna            | 24 settembre 1960 |                |
| 11"4                       | nw          | Cecilia Molinari   | Libertas Piacenza                | Rieti              | 28 agosto 1971    |                |
| 11"3                       | nw          | Cecilia Molinari   | Libertas Piacenza                | Graz               | 25 giugno 1972    |                |
| Cronometraggio elettronico |             |                    |                                  |                    |                   |                |
| 11"61                      | nw          | Cecilia Molinari   | Libertas Piacenza                | Monaco             | 1º settembre 1972 |                |
| 11"54                      | nw          | Rita Bottiglieri   | Fiat Officine Meccaniche Brescia | Firenze            | 1º giugno 1977    |                |
| 11"46                      | +1,4        | Rita Bottiglieri   | Fiat Officine Meccaniche Brescia | Firenze            | 1º giugno 1977    |                |
| 11"45                      | nw          | Laura Miano        | Snam San Donato                  | Milano             | 23 giugno 1979    |                |
| 11"43                      | nw          | Laura Miano        | Snam San Donato                  | Città del Messico  | 8 settembre 1979  |                |
| 11"29                      | -0,9        | Marisa Masullo     | Pro Sesto Atletica               | Torino             | 24 giugno 1980    |                |
| 11"23                      | +1,8        | Giada Gallina      | Snam                             | Milano             | 4 luglio 1997     |                |
| 11"20                      | +0,9        | Manuela Levorato   | Snam                             | Göteborg           | 29 luglio 1999    |                |
| 11"16                      | +1,6        | Manuela Levorato   | Snam                             | Padova             | 27 agosto 2000    | [ 2 ]          |
| 11"14                      | +1,0        | Manuela Levorato   | Società Sportiva Metanopoli      | Losanna            | 4 luglio 2001     |                |
| 11"14                      | +1,4        | Zaynab Dosso       | Fiamme Azzurre                   | Budapest           | 20 agosto 2023    |                |
| 11"12                      | +1,4        | Zaynab Dosso       | Fiamme Azzurre                   | Savona             | 15 maggio 2024    | [ 3 ]          |
| 11"02                      | +0,9        | Zaynab Dosso       | Fiamme Azzurre                   | Savona             | 15 maggio 2024    | [ 3 ]          |
| 11"01                      | +2,0        | Zaynab Dosso       | Fiamme Azzurre                   | Roma               | 9 giugno 2024     |                |